# Тинга (футболист, 1992)
Дионатан Машадо де Оливейра (порт. Dionatan Machado de Oliveira; 22 декабря 1992, Кашуэйра-ду-Сул, Бразилия) — бразильский футболист, полузащитник эмиратского клуба «Эд-Дайд».

## Карьера
Виллен родился в городе Кашуэйра-ду-Сул и стал заниматься в клубе СЭР из родного города. В 2010 году игрок отправился в молодёжный состав знаменитого бразильского клуба Сан-Паулу, однако, не сумел проявить себя, и через три года, так и не добравшись до первой команды, покинул клуб. В том же году игрок отправился в клуб «Сианорти». Тем не менее, уже через 6 месяцев, перешёл в другой клуб «Калденсе». Через год совершил трансфер в «Лежиан», за который отыграл один год.